# Struktura podziału pracy

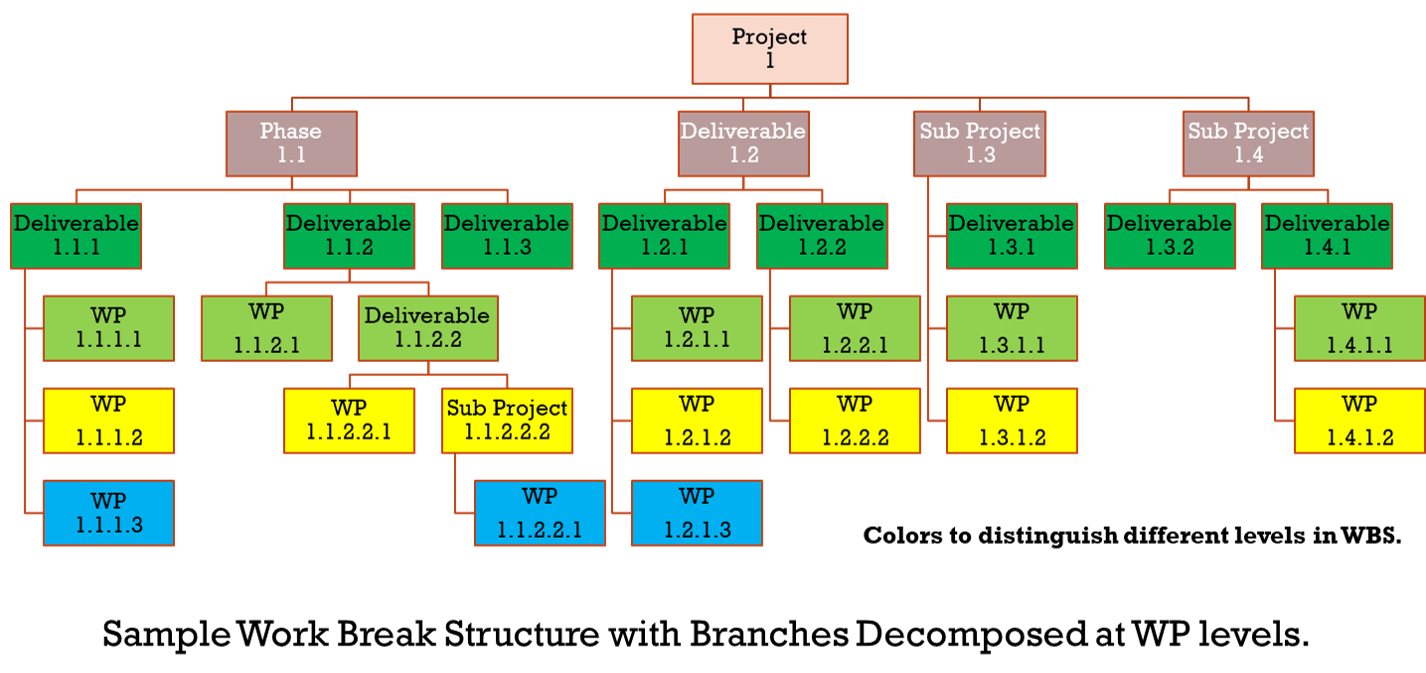
Przykładowa struktura podziału pracy.

Struktura podziału pracy, ang. Work Breakdown Structure (WBS) - podstawowa technika w zarządzaniu projektami pomagająca określić i zorganizować zakres prac przy pomocy hierarchicznej struktury drzewa. 
WBS zorganizowany jest w ten sposób, że na każdym poziomie węzły w sumie reprezentują 100% zakresu węzła nadrzędnego. Na najniższym poziomie WBS zwykle znajdują się tzw. pakiety robocze (ang. work packages). Pakiet roboczy to najmniejsza porcja prac, którą można zdelegować do realizacji, oszacować i kontrolować postęp wykonania. W WBS każdy pakiet roboczy występuje tylko raz, tj. nie ma zduplikowanych prac.